# Världsmästerskapet i fotboll för klubblag 2016
Världsmästerskapet i fotboll för klubblag 2016 var den trettonde upplagan av VM i fotboll för klubblag. Turneringen avgjordes i åtta matcher mellan de kontinentala mästarna i fotboll. Turneringen spelas under perioden 8–18 december 2016, i Osaka och Yokohama i Japan. Sju lag från sex konfederationer deltar i turneringen. Asien har två deltagande lag då Japan var värdnation.

## Deltagande klubblag
| Konfederation | Klubblag               | Kvalifikation                                  | Deltagande i ordning                         |
| ------------- | ---------------------- | ---------------------------------------------- | -------------------------------------------- |
| AFC           | Jeonbuk Hyundai Motors | Segrare av AFC Champions League 2016           | 2 (2006)                                     |
| AFC           | Kashima Antlers        | Segrare av J. League 2016                      | 1                                            |
| Caf           | Mamelodi Sundowns      | Segrare av CAF Champions League 2016           | 1                                            |
| Concacaf      | Club América           | Segrare av CONCACAF Champions League 2015/2016 | 3 (2006, 2015)                               |
| Conmebol      | Atlético Nacional      | Copa Libertadores 2016                         | 1                                            |
| OFC           | Auckland City          | Segrare av OFC Champions League 2016           | 8 (2006, 2009, 2011, 2012, 2013, 2014, 2015) |
| Uefa          | Real Madrid            | Segrare av Uefa Champions League 2015/2016     | 3 (2000, 2014)                               |

## Matcher

### Spelträd
|  | Playoff         | Playoff    |  |  | Kvartsfinaler          | Kvartsfinaler |  |  | Semifinaler            | Semifinaler |  |  | Final                    | Final       |  |
|  |                 |            |  |  |                        |               |  |  |                        |             |  |  |                          |             |  |
|  |                 |            |  |  | 11 december            | 11 december   |  |  | 15 december            | 15 december |  |  |                          |             |  |
|  |                 |            |  |  | Jeonbuk Hyundai Motors | 1             |  |  | América                | 0           |  |  |                          |             |  |
|  |                 |            |  |  | América                | 2             |  |  | Real Madrid            | 2           |  |  |                          |             |  |
|  |                 |            |  |  |                        |               |  |  |                        |             |  |  |                          |             |  |
|  |                 |            |  |  |                        |               |  |  |                        |             |  |  |                          |             |  |
|  |                 |            |  |  |                        |               |  |  | Match om femteplats    |             |  |  |                          |             |  |
|  |                 |            |  |  |                        |               |  |  | 14 december            | 14 december |  |  | 18 december              | 18 december |  |
|  |                 |            |  |  |                        |               |  |  | Jeonbuk Hyundai Motors | 4           |  |  | Real Madrid (e.f.)       | 4           |  |
|  |                 |            |  |  |                        |               |  |  | Mamelodi Sundowns      | 1           |  |  | Kashima Antlers          | 2           |  |
|  |                 |            |  |  |                        |               |  |  |                        |             |  |  |                          |             |  |
|  |                 |            |  |  |                        |               |  |  |                        |             |  |  | Match om tredjeplats     |             |  |
|  | 8 december      | 8 december |  |  | 11 december            | 11 december   |  |  | 14 december            | 14 december |  |  | 18 december              | 18 december |  |
|  | Kashima Antlers | 2          |  |  | Mamelodi Sundowns      | 0             |  |  | Atlético Nacional      | 0           |  |  | América                  | 2 (3)       |  |
|  | Auckland City   | 1          |  |  | Kashima Antlers        | 2             |  |  | Kashima Antlers        | 3           |  |  | Atlético Nacional (str.) | 2 (4)       |  |

### Playoff till kvartsfinal
| 1           | 8 december 2016 | Kashima Antlers                    | 2 – 1           | Auckland City    | Nissan Stadium                                         |                                                        |
| 19:30 UTC+9 | 19:30 UTC+9     | Shuhei Akasaki 67′ Mu Kanazaki 80′ | (0 – 0) Rapport | 50′ Kim Dae-Wook | Yokohama Publik: 17 667 Domare: Janny Sikazwe (Zambia) | Yokohama Publik: 17 667 Domare: Janny Sikazwe (Zambia) |
| 19:30 UTC+9 | 19:30 UTC+9     |                                    |                 |                  | Yokohama Publik: 17 667 Domare: Janny Sikazwe (Zambia) | Yokohama Publik: 17 667 Domare: Janny Sikazwe (Zambia) |
| 19:30 UTC+9 | 19:30 UTC+9     |                                    |                 |                  | Yokohama Publik: 17 667 Domare: Janny Sikazwe (Zambia) | Yokohama Publik: 17 667 Domare: Janny Sikazwe (Zambia) |

### Kvartsfinal
| 2           | 11 december 2016 | Jeonbuk Hyundai Motors | 1 – 2           | Club América           | Suita City Football Stadium                         |                                                     |
| 16:00 UTC+9 | 16:00 UTC+9      | Kim Bo-Kyung 23′       | (1 – 0) Rapport | 58′, 74′ Silvio Romero | Suita Publik: 14 587 Domare: Viktor Kassai (Ungern) | Suita Publik: 14 587 Domare: Viktor Kassai (Ungern) |
| 16:00 UTC+9 | 16:00 UTC+9      |                        |                 |                        | Suita Publik: 14 587 Domare: Viktor Kassai (Ungern) | Suita Publik: 14 587 Domare: Viktor Kassai (Ungern) |
| 16:00 UTC+9 | 16:00 UTC+9      |                        |                 |                        | Suita Publik: 14 587 Domare: Viktor Kassai (Ungern) | Suita Publik: 14 587 Domare: Viktor Kassai (Ungern) |

| 3           | 11 december 2016 | Mamelodi Sundowns | 0 – 2           | Kashima Antlers                  | Suita City Football Stadium                          |                                                      |
| 19:30 UTC+9 | 19:30 UTC+9      |                   | (0 – 0) Rapport | 63′ Yasushi Endo 88′ Mu Kanazaki | Suita Publik: 21 702 Domare: Roberto García (Mexiko) | Suita Publik: 21 702 Domare: Roberto García (Mexiko) |
| 19:30 UTC+9 | 19:30 UTC+9      |                   |                 |                                  | Suita Publik: 21 702 Domare: Roberto García (Mexiko) | Suita Publik: 21 702 Domare: Roberto García (Mexiko) |
| 19:30 UTC+9 | 19:30 UTC+9      |                   |                 |                                  | Suita Publik: 21 702 Domare: Roberto García (Mexiko) | Suita Publik: 21 702 Domare: Roberto García (Mexiko) |

### Match om femteplats
| 4           | 14 december 2016 | Jeonbuk Hyundai Motors                                                           | 4 – 1           | Mamelodi Sundowns | Suita City Football Stadium                           |                                                       |
| 16:30 UTC+9 | 16:30 UTC+9      | Kim Bo-Kyung 18′ Lee Jong-ho 29′ Ricardo Nascimento 41′ (sjm.) Kim Shin-wook 89′ | (3 – 0) Rapport | 48′ Percy Tau     | Suita Publik: 5 938 Domare: Nawaf Shukralla (Bahrain) | Suita Publik: 5 938 Domare: Nawaf Shukralla (Bahrain) |
| 16:30 UTC+9 | 16:30 UTC+9      |                                                                                  |                 |                   | Suita Publik: 5 938 Domare: Nawaf Shukralla (Bahrain) | Suita Publik: 5 938 Domare: Nawaf Shukralla (Bahrain) |
| 16:30 UTC+9 | 16:30 UTC+9      |                                                                                  |                 |                   | Suita Publik: 5 938 Domare: Nawaf Shukralla (Bahrain) | Suita Publik: 5 938 Domare: Nawaf Shukralla (Bahrain) |

### Semifinal
| 5           | 14 december 2016 | Atlético Nacional | 0 – 3           | Kashima Antlers                                       | Suita City Football Stadium                         |                                                     |
| 19:30 UTC+9 | 19:30 UTC+9      |                   | (0 – 1) Rapport | 33′ (str.) Shoma Doi 83′ Yasushi Endo 85′ Yuma Suzuki | Suita Publik: 15 050 Domare: Viktor Kassai (Ungern) | Suita Publik: 15 050 Domare: Viktor Kassai (Ungern) |
| 19:30 UTC+9 | 19:30 UTC+9      |                   |                 |                                                       | Suita Publik: 15 050 Domare: Viktor Kassai (Ungern) | Suita Publik: 15 050 Domare: Viktor Kassai (Ungern) |
| 19:30 UTC+9 | 19:30 UTC+9      |                   |                 |                                                       | Suita Publik: 15 050 Domare: Viktor Kassai (Ungern) | Suita Publik: 15 050 Domare: Viktor Kassai (Ungern) |

| 6           | 15 december 2016 | Club América | 0 – 2           | Real Madrid                                 | Nissan Stadium                                             |                                                            |
| 19:30 UTC+9 | 19:30 UTC+9      |              | (0 – 1) Rapport | 45+2′ Karim Benzema 90+3′ Cristiano Ronaldo | Yokohama Publik: 50 117 Domare: Enrique Cáceres (Paraguay) | Yokohama Publik: 50 117 Domare: Enrique Cáceres (Paraguay) |
| 19:30 UTC+9 | 19:30 UTC+9      |              |                 |                                             | Yokohama Publik: 50 117 Domare: Enrique Cáceres (Paraguay) | Yokohama Publik: 50 117 Domare: Enrique Cáceres (Paraguay) |
| 19:30 UTC+9 | 19:30 UTC+9      |              |                 |                                             | Yokohama Publik: 50 117 Domare: Enrique Cáceres (Paraguay) | Yokohama Publik: 50 117 Domare: Enrique Cáceres (Paraguay) |

### Match om tredjeplats
| 7           | 18 december 2016 | Club América                                                                 | 0000 2 – 2 (e.fl.)         | Atlético Nacional                                                            | Nissan Stadium                                            |                                                           |
| 16:00 UTC+9 | 16:00 UTC+9      | Michael Arroyo 38′ Oribe Peralta 66′ (str.)                                  | (1 – 2) Rapport            | 6′ (sjm.) Miguel Samudio 26′ Alejandro Guerra                                | Yokohama Publik: 44 725 Domare: Nawaf Shukralla (Bahrain) | Yokohama Publik: 44 725 Domare: Nawaf Shukralla (Bahrain) |
| 16:00 UTC+9 | 16:00 UTC+9      |                                                                              |                            |                                                                              | Yokohama Publik: 44 725 Domare: Nawaf Shukralla (Bahrain) | Yokohama Publik: 44 725 Domare: Nawaf Shukralla (Bahrain) |
| 16:00 UTC+9 | 16:00 UTC+9      | Osvaldo Martínez Miguel Samudio Darwin Quintero Oribe Peralta Michael Arroyo | Straffsparksläggning 3 – 4 | Jhon Mosquera Juan Pablo Nieto Daniel Bocanegra Macnelly Torres Miguel Borja | Yokohama Publik: 44 725 Domare: Nawaf Shukralla (Bahrain) | Yokohama Publik: 44 725 Domare: Nawaf Shukralla (Bahrain) |

### Final
| 8           | 18 december 2016 | Real Madrid                                              | 0000 4 – 2 (e.fl.) | Kashima Antlers         | Nissan Stadium                                         |                                                        |
| 19:30 UTC+9 | 19:30 UTC+9      | Karim Benzema 9′ Cristiano Ronaldo 60′ (str.), 98′, 104′ | (1 – 1) Rapport    | 44′, 52′ Gaku Shibasaki | Yokohama Publik: 68 742 Domare: Janny Sikazwe (Zambia) | Yokohama Publik: 68 742 Domare: Janny Sikazwe (Zambia) |
| 19:30 UTC+9 | 19:30 UTC+9      |                                                          |                    |                         | Yokohama Publik: 68 742 Domare: Janny Sikazwe (Zambia) | Yokohama Publik: 68 742 Domare: Janny Sikazwe (Zambia) |
| 19:30 UTC+9 | 19:30 UTC+9      |                                                          |                    |                         | Yokohama Publik: 68 742 Domare: Janny Sikazwe (Zambia) | Yokohama Publik: 68 742 Domare: Janny Sikazwe (Zambia) |